# KELT-20b
KELT-20 b, también conocido como MASCARA-2b, fue un exoplaneta anunciado en 2017. Se trata de un Júpiter ultracaliente que orbita una estrella de tipo A. La detección de monóxido de carbono, vapor y hierro neutro en la atmósfera de KELT-20 b se anunció en 2022.

## Estrella anfitriona
La estrella anfitriona es una estrella de secuencia principal de tipo A en la constelación de Cygnus que tiene 2.282 masas solares, 1.617 radios solares y una magnitud aparente de 7.58.